# Internet Engineering Task Force
Internet Engineering Task Force (IETF) är en löst sammansatt organisation som arrangerar diskussioner och överenskommelser om den teknik som skall användas på Internet. IETF publicerar RFC-dokument. Internet Engineering Task Force grundades 1986 och styrs av Internet Engineering Steering Group och Internet Society.